# Vlatko Marković
Vlatko Marković (Bugojno, 1. siječnja 1937. – Zagreb, 23. rujna 2013.), nogometaš, nogometni trener, počasni predsjednik Hrvatskog nogometnog saveza. 
Potječe iz trgovačke obitelji. Završio je Fakultet fizičke kulture u Zagrebu (specijalnost nogomet). Vlatko Marković je poslije Brune Kneževića, prvi profesionalni nogometaš predsjednik HNS-a. Posebice je uspješan u financijskom osamostaljenju Saveza i pronalaženju sredstava za brojne djelatnosti Saveza, kojem je na čelu. Sredinom 2001., nakon 90-godišnjeg podstanarstva i mijenjanja adrese Saveza, konačno je, uz podršku FIFA-e i poslovnih prijatelja, HNS konačno uveo u vlastiti dom, u Kuću hrvatskog nogometa, u Rusanovoj 13 u Zagrebu.
Utemeljitelj je Nogometne akademije HNS-a, koja je u najkraćem roku osigurala najviši UEFA status, pravo na izdavanje UEFA PRO diplome, najviše stručno zvanje za trenere u Europi.
Prvi je Hrvat s nazivom predsjednika jedne Komisije u UEFA-i, predsjednik je Komisije za tehnički razvoj. Ostvario je odličnu suradnju HNS-a s brojnim nacionalnim savezima, te odigravanje prijateljskih utakmica s najjačim reprezentacijama Europe i svijeta. Osigurao je vrlo visoke iznose u poslovnom partnerstvu HNS-a, te stvorio široki krug sponzora.
U razvoju hrvatskog nogometa dao je punu nogometnu samostalnost Udruzi klubova 1. HNL. Omogućio je davanje financijske, kao i pomoći u opremi brojnim amaterskim klubovima, kao i klubovima koji su pretrpjeli štetu prilikom agresije na Hrvatsku u Domovinskom ratu, te obnovi objekata.
Bolovao je od Alzheimerove bolesti, a posljednjih je dana dobio upalu pluća koja mu je dodatno pogoršala zdravstveno stanje. Umro je u Zagrebu u 76. godini.

## Igrač
Kao nogometaš proveo je u kopačkama više od 15 godina. Na početku karijere nastupao je za Iskru iz Bugojna i Čelik iz Zenice. Kada je doputovao iz svog Bugojna na školovanje u Zagreb prijavio se za Dinamo, u kojem je nastupao punih deset godina. Potom je 4 godine igrao za momčadi bečkih klubova FC Austria i SK Rapid.

## Reprezentativac
U reprezentaciji bivše države nastupio je 16 puta (postigao je jedan autogol), prvi put protiv Mađarske u Beogradu (7. svibnja 1961., 2:4), a zadnji put 30. rujna 1962. u Zagrebu protiv Njemačke (2:3). Bio je sudionik Svjetskog prvenstva 1962. u Čileu, kada je Jugoslavija osvojila 4. mjesto. Tom prigodom je bio izabran u najbolju momčad SP.

## Trener
Kao trener vježbao je najprije NK Zagreb. Vodio je zlatnu generaciju Zagreb 1970-ih Pere Močiboba, Željka Smoleka, Drage Rukljača i drugih. S igračima je izlazio i pio i svi igrači su ga obožavali. Dobio je u ruke nadarenu generaciju kojoj je dao svoj pečat, pa su igrači govorili da su oni stvorili njega i on njih. Zatim je vodio belgijski Standard iz Liègea, francusku OGC Nice, HNK Hajduk Split, NK Dinamo Zagreb, te bečki SK Rapid gdje je bio trener i sportski direktor. Sa spomenutim klubovima osvajao je nacionalna prvenstva i kupove.

## Izbornik
S jugoslavenskom reprezentacijom do 23 godine osvojio je europsko prvenstvo. Kao izbornik u hrvatskoj reprezentaciji naslijedio je Stanka Poklepovića i u razdoblju od 29. travnja 1993. do 28. veljače 1994. samo je jednom vodio hrvatsku reprezentaciju u utakmici protiv Ukrajine (3:1).

## Sportski djelatnik
- Od 1974. do 1978. djelovao je kao instruktor FIFA-e.
- Sudjelovao je u FIFA-inom programu Coca-Cola.
- 1994. izabran je za dopredsjednika HNS-a, i predsjednika tehničke komisije.
- Tijekom tog mandata izabran je 1996. za člana UEFA-ine Komisije za tehnički razvoj.
- 1998. dolazi na čelo HNS-a i funkciju predsjednika obnaša nepuna tri mandata.
- 2000. izabran je za člana FIFA-ine komisije za nacionalne saveze.
- 2002. ulazi u FIFA-inu Komisiju za Goal-projekt.
- 2004. postaje predsjednik Tehničke komisije UEFA-e.
- 2012. proglašen je počasnim predsjednikom HNS-a
- Bio je član Hrvatskog olimpijskog odbora.

## Nagrade i priznanja
- 2002. godine dobitnik je Nagrade Matija Ljubek Hrvatskog olimpijskog odbora.
- 2005. godine dobio je Trofej podmlatka, najvišu nagradu Hrvatskog nogometnog saveza.
- 2006. godine Francuski predsjednik Jacques Chirac prvom je čovjeku hrvatskog nogometa dodijelio orden Viteza nacionalnog reda za izuzetne zasluge u promicanju nogometa u Francuskoj i svijetu, koji mu je u rezidenciji francuskog veleposlanika u Zagrebu uručio velikan svjetskog nogometa, tadašnji dopredsjednik Francuskoga nogometnog saveza, a današnji predsjednik UEFA-e, Michel Platini.
- Nositelj je titule Zmaja od Bosne srebrne u Družbi "Braća Hrvatskoga Zmaja".
- Dobitnik je godišnje Državne nagrade za šport "Franjo Bučar" za 2008. godinu.
- 2009. godine dobio je visoko UEFA-ino odlikovanje "Amicale des Anciens" za dugogodišnje aktivno sudjelovanje na raznim dužnostima u europskoj nogometnoj organizaciji.